# 大井行俊
大井 行俊（おおい ゆきとし）は、室町時代-戦国時代の武将、信濃国佐久郡、長土呂大井氏、岩尾大井氏祖。大井行春の嫡子。

## 生涯
応永34年（1427年）、長土呂館に生まれる。応仁元年（1467年）、室町幕府管領細川勝元と山名宗全が争い（応仁の乱）、行俊は細川氏方に応じる。文明5年（1473年）、小笠原長朝に属し、京都に赴き山名氏方と戦う。
文明9年（1477年）、8代将軍足利義政が令を発し佐久に帰った。文明10年（1478年）、岩尾城を築城し長土呂より移る。以後大井行吉まで5代に亘って居住することとなる。
永正2年（1505年）11月12日、岩尾城に卒す。79歳。